# Budy Jeżewskie
Budy Jeżewskie – wieś w Polsce położona w województwie łódzkim, w powiecie poddębickim, w gminie Zadzim.
Miejscowość wchodzi w skład sołectwa Dzierzązna Szlachecka. 
W latach 1975–1998 miejscowość administracyjnie należała do województwa sieradzkiego.